# Sigur Rós

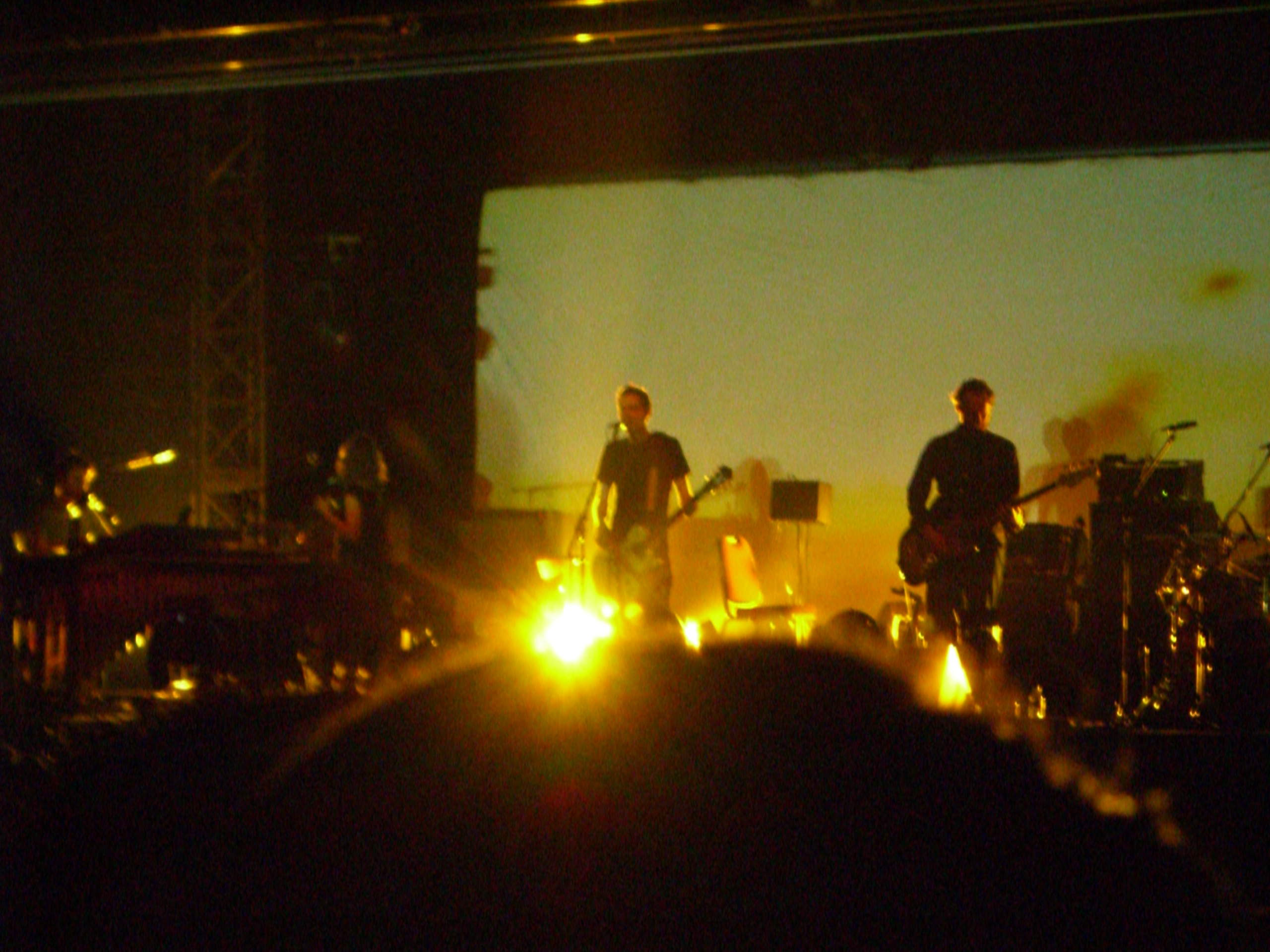
Sigur Rós en concierto, en Hong Kong.

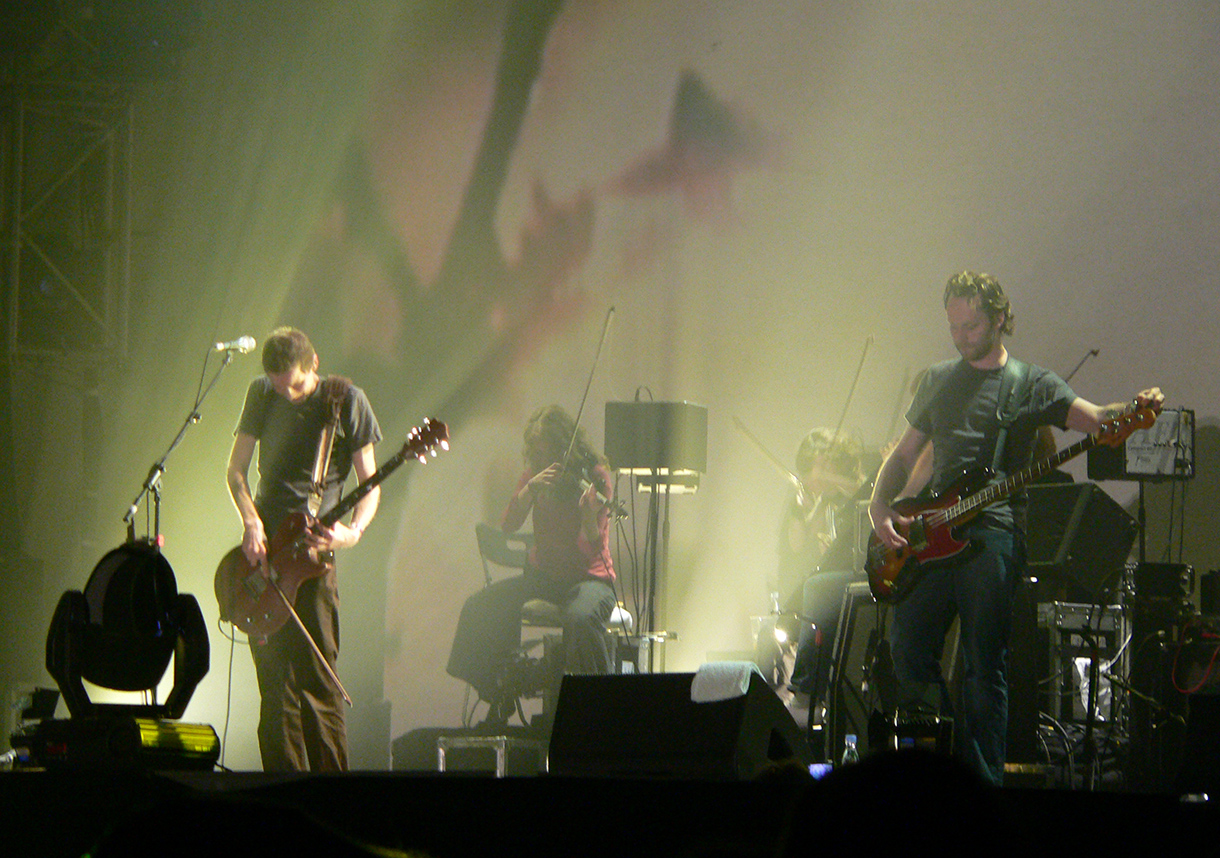
Sigur Rós durante una presentación en vivo en Roskilde Festival, año 2006.

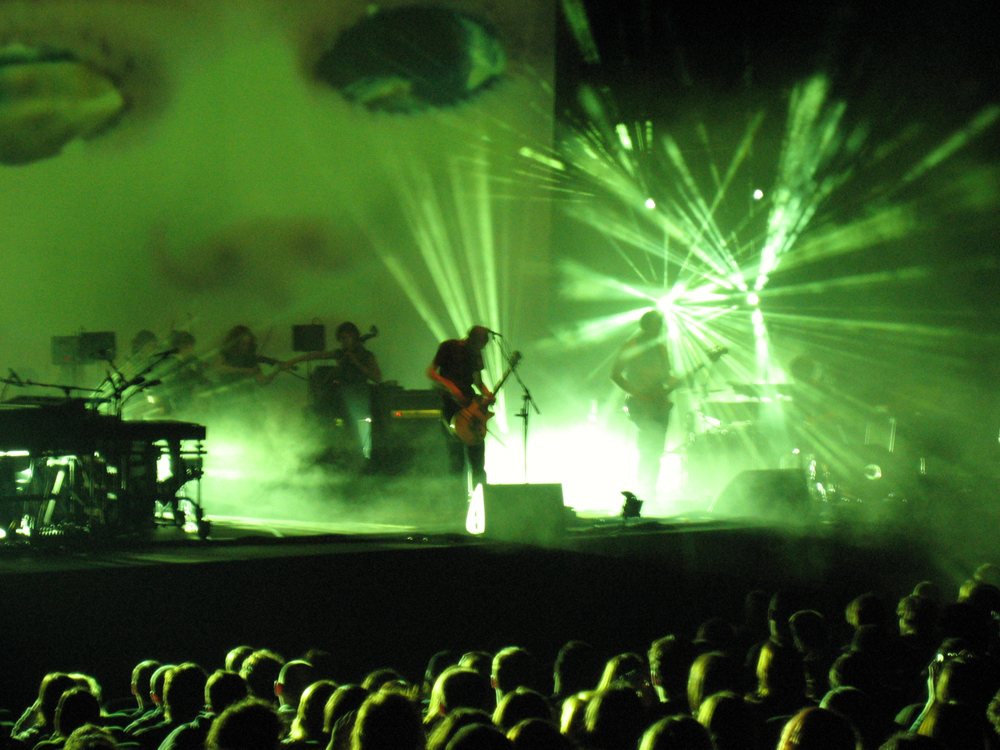
Sigur Rós en Barcelona, 22 de noviembre de 2005.

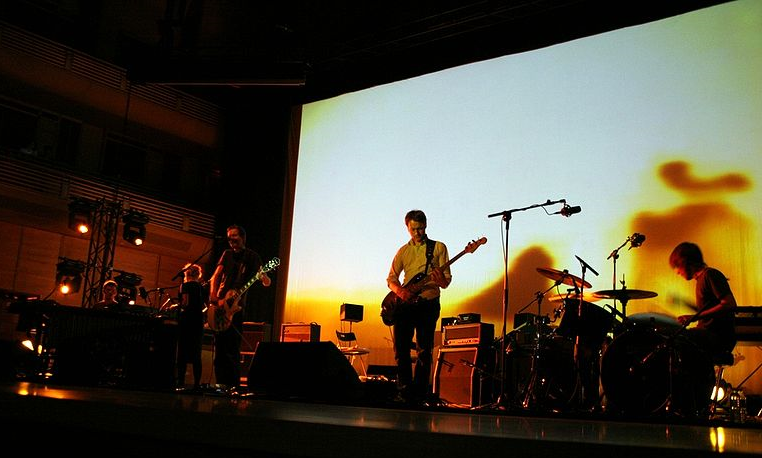
Concierto de Sigur Rós en Strathmore Music Center, Washington.

Sigur Rós (/'sɪːɣʏr rouːs/ⓘ, en islandés: «Rosa de la victoria») es una banda islandesa de post-rock, con elementos de shoegaze y minimalismo. La banda es conocida por su sonido etéreo, y por el falsete de voz de su cantante Jón Þór Birgisson.
A finales de enero de 2010 la banda anunció un descanso indefinido hasta nuevo aviso, con el fin de seguir sus carreras en solitario y pasar más tiempo con sus familias. En 2012 retomaron la actividad con un nuevo álbum llamado Valtari. Y un año más tarde, en 2013, salió a la venta su séptimo álbum, bajo el nombre de Kveikur.
En el verano de 2016, la banda realizó una gira de 24 h por toda la costa islandesa, recorriendo más de 1300 kilómetros tocando en vivo. Fue retransmitida por la televisión nacional de Islandia y pudo ser visto en todo el mundo vía YouTube. Titulado como Route One, el viaje se centró en mostrar los paisajes islandeses.

## Historia

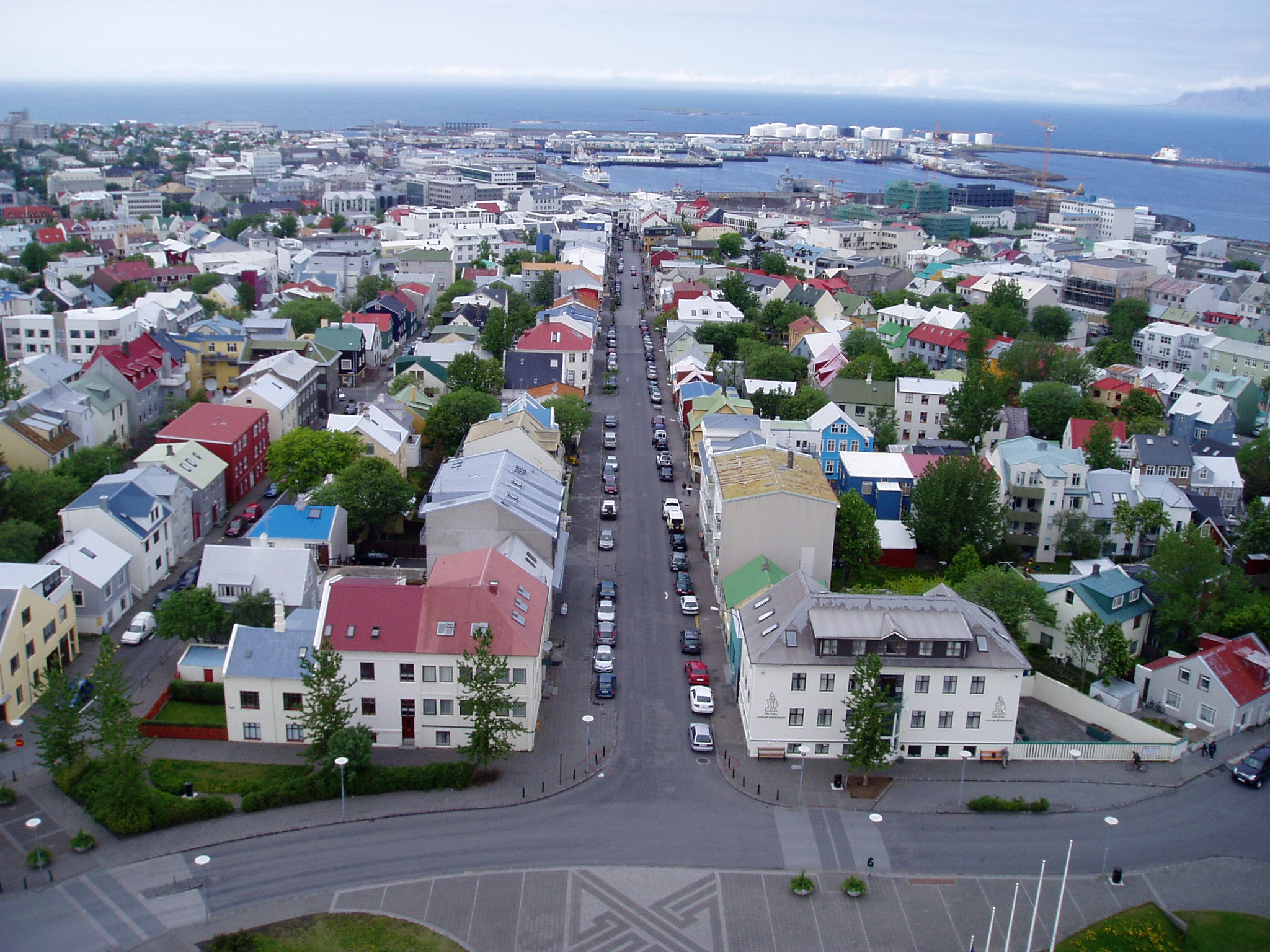
Reikiavik, ciudad de origen de Sigur Rós.

### Von(1997) yVon brigði(1998)
Jón Þór Birgisson (Jónsi), Georg Hólm y Ágúst Ævar Gunnarsson formaron el grupo en Reikiavik, Islandia, en agosto de 1994. El nombre del grupo fue tomado de la hermana menor de Jónsi, llamada Sigurrós, la cual nació el mismo día. El grupo pronto ganó un contrato con la discográfica local Bad Taste. En 1997, lanzaron  Von (Esperanza) y en 1998 la colección de remezclas Von brigði (Vonbrigði significa en islandés "decepción", pero Von brigði significa "alteración de la esperanza"). En inglés, el álbum Von brigði es conocido usualmente por su nombre alternativo, "Recycle Bin", que significa Papelera de reciclaje.
En octubre de 2004, el primer álbum de 1997, Von, fue puesto finalmente en venta en Estados Unidos y el Reino Unido.

### Ágætis byrjun(1999)
El reconocimiento internacional llegó en 1999 con el lanzamiento de Ágætis byrjun (Un buen comienzo), para lo cual se integró en el grupo Kjartan Sveinsson. Ágætis byrjun representó un cambio substancial con respecto al álbum Von, huyendo del dream pop y los extensos sonidos ambient. Lo más innovador fue el uso de un arco de chelo por parte del guitarrista Jónsi Birgisson, además de los ricos arreglos orquestrales (uso de Octetos de cuerdas, entre otros).
El álbum fue muy positivamente recibido por la crítica internacional, llegando a ser aclamado como un álbum absolutamente imprescindible de nuestra época. Tres temas, Ágætis byrjun, Svefn-g-englar, y una versión en directo del inédito Njósnavélin (más tarde conocido como Untitled #4 del álbum ( ) aparecieron en la película Vanilla Sky. Estos dos últimos temas también aparecieron en la versión americana de la serie Queer as Folk. Algunas producciones estadounidenses más recientes también hacen uso de la música de Ágætis byrjun.

### ( )(2002)
En 2002, el anticipado álbum ( ) fue lanzado. Todas sus canciones son cantadas en una jerigonza denominada vonlenska, creada por Jón Þór Birgisson. Comprende ocho canciones sin título, divididas en dos grupos: las primeras cuatro canciones son optimistas, mientras que las cuatro últimas son más sombrías y melancólicas. Los nombres de las canciones sin título fueron posteriormente publicados en la página web oficial del grupo. ( ) supuso el primer álbum con el baterista Orri Páll Dýrason sustituyendo a Ágúst Ævar Gunnarsson.
En octubre de 2003 Sigur Rós, junto con Radiohead, compusieron música para la pieza de danza de Merce Cunningham, llamada Split Sides. Las tres canciones de Sigur Rós fueron llamadas Ba Ba Ti Ki Di Do y fueron lanzadas en marzo de 2004.

### Takk...(2005)
Su cuarto álbum de estudio, Takk... (Gracias...), fue lanzado el 3 de septiembre de 2005, con la descarga legal de su primer sencillo, Glósóli, publicado el 15 de agosto. Para los fanáticos de Norteamérica, Sæglópur fue puesta a disposición para su descarga el 16 de agosto. Hoppípolla, el segundo sencillo oficial de Takk..., fue lanzado el 28 de noviembre junto con una nueva remezcla de estudio de Hafssól, una canción que había sido previamente lanzada por la banda en el primer álbum Von. A finales del 2005, lanzaron el EP de Sæglópur, el cual incluye dos CD, el primero con tres temas nuevos y el segundo con tres vídeos. El grupo también escribió el guion del vídeo musical Sæglópur, que fue dirigido por ellos.

### HeimayHvarf/Heim(2007)
En 2007 lanzaron el doble álbum compilatorio Hvarf-Heim (2007).
Heima, dirigida por Dean DeBlois, es una película documental que la banda realizó en el transcurso de su gira por Islandia en el verano de 2006, se estrenó en Islandia en septiembre de 2007. Más tarde llegaría a ser lanzado en formato doble DVD. En él se muestran los conciertos que el grupo dio de forma gratuita en su tierra natal, después de la gira mundial que habían hecho.

### Með suð í eyrum við spilum endalaust(2008)
El 23 de junio de 2008 se puso a la venta el quinto álbum de Sigur Rós, llamado Með suð í eyrum við spilum endalaust, que traducido al español sería Con un zumbido en los oídos tocamos eternamente. El vídeo del tema Gobbledigook se puede ver en la propia página de Sigur Rós, donde también se puede descargar gratuitamente la canción.
En general, el álbum se alejó de la música etérea y minimalista de los primeros álbumes. Su música es en principio más convencional: el álbum incluye arreglos tradicionales de guitarra y composiciones algo más pop y folk.
En 2010, Crystal Castles usó un sample de Inní Mér Syngur Vitleysingur para su canción Year of Silence, pero nunca se trató de una colaboración.

### Hiato,Inni, yValtari(2009–2012)
En 2009, Jónsi se embarcó en una aventura en solitario con su primer disco en solitario "Go" (lanzado en 2010).
El 28 de mayo de 2009, Sigur Rós anunció que casi habían terminado de grabar su último álbum. La banda dijo que el álbum estaba tomando forma como un disco más lento y ambiental que Með suð í eyrum við spilum endalaust y Takk.... La música también se describió como melódica, pero mucho menos ruidosa y más "out there" que los álbumes anteriores. Se esperaba que el álbum sin nombre se lanzara en algún momento de 2010. Sin embargo, la banda reveló más tarde que las grabaciones habían sido descartadas. En una entrevista de 2010, Jónsi confirmó "No tenemos otro disco listo", dijo. "Era solo un rumor. Empezamos a grabar algo, pero luego lo tiramos todo. Así que creo que vamos a tener que empezar todo de nuevo".
A finales de enero de 2010 la banda anunció que, hasta nuevo aviso, estaría en descanso indefinido (indefinite hiatus), con el fin de seguir sus carreras en solitario y pasar tiempo con sus familias. Sin embargo, antes de subir al escenario de Coachella en abril de 2010, Jónsi comentó que Sigur Rós volvería a trabajar ese año: "Voy a grabar otras cosas con Sigur Rós cuando esté en casa", entre una serie de espectáculos. durante su gira en solitario en el verano de 2010.
En la primavera de 2011, apareció la versión digital de Heima con varias canciones extra no incluidas en la edición de DVD de 2007. Este contenido se distribuyó de manera gratuita a aquellos fanes que enviaron una fotografía de ellos mismos sosteniendo el DVD original. 
El 11 de agosto de 2011, apareció en la página web oficial un misterioso vídeo llamado Inni. En él aparecieron imágenes de la banda en directo, con el sonido característico de Sigur Rós de fondo en un chirrido continuo producido por el arco y las cuerdas de la guitarra. Este vídeo sorprendió a numerosos blogs de música.  
El 16 de septiembre de 2011, el álbum y el video en vivo de Inni estuvieron disponibles para reservar desde el sitio de la banda en una variedad de formatos. Además, la banda puso a disposición el video de la canción "Festival" para verlo en línea, además de ofrecer una descarga gratuita del audio de una presentación en vivo de la canción.

El 3 de noviembre de 2011, tras el estreno británico de Inni en el British Film Institute de Londres, los miembros de la banda participaron en una sesión de preguntas y respuestas durante la cual Georg prometió que 2012 sería un año "muy ocupado" para Sigur Rós. La banda insinuó un nuevo álbum y una gira en la segunda mitad de 2012. La sesión de preguntas y respuestas se interrumpió cuando una luz del escenario comenzó a emitir humo y la sala fue evacuada.
“El lanzamiento del próximo álbum de la banda está programado para la primavera. Basado en extractos presentados por el Sr. Sveinsson, la nueva música promete ser tan excepcional como lo mejor del catálogo de la banda. El Sr. Holm la llamó “introvertida”, mientras que el Sr. Birgisson dijo que era "flotante y minimalista". Dýrason lo describió como "un álbum ambiental", con "un despegue lento hacia algo". Para un visitante que escuchó una grabación preliminar en la que el falsete de Birgisson estaba rodeado de ricos voces corales y lo que sonaba como un órgano de tubos, la música era emocionante".
A partir de febrero de 2012, Sigur Rós anunció su regreso en vivo con apariciones en festivales en Bestival en Inglaterra, Summer Sonic Festival en Japón y otros espectáculos en Irlanda, Suiza, Alemania, Austria, Francia, Polonia e Italia. La banda también se agregó a la alineación de Osheaga 2012 de Montreal y la alineación de Lollapalooza 2012.
Después del hiato indefinido, Sigur Rós finalmente anunció el lanzamiento de un nuevo álbum llamado Valtari, en una entrevista para la revista Q magazine, el 26 de marzo de 2012. 
Por el momento, Sigur Rós ha vendido cerca de dos millones de álbumes en todo el mundo.[cita requerida] El 2 de noviembre de 2012, Georg Hólm confirmó que la banda ya había empezado a trabajar en un nuevo álbum, cuyo lanzamiento sería en 2013. Lo describió como un cambio radical de dirección, "un anti-Valtari". La banda presentó una nueva canción, titulada Brennisteinn («azufre»), en Reikiavik el 4 de noviembre en el festival Iceland Airwaves 2012.

### Kveikur (2013)
El 24 de enero, la banda respondió a las preguntas de los oyentes a través del sitio web Reddit. Entre otras cosas, confirmaron que Kjartan Sveinsson dejaba el grupo, por lo cual Sigur Rós de ahora en adelante pasaba a convertirse en un "grupo de tres" (three piece band en inglés).
El 22 de marzo de 2013 se anunció en la página web del grupo el lanzamiento de un nuevo álbum titulado Kveikur. El álbum salió a la venta en junio de 2013, el mismo día en que la banda estrenó el videoclip de Brennisteinn. El álbum marca un cambio en lo musical y en la temática de las canciones de la banda, introduciendo un sonido mucho más agresivo, si se compara con los álbumes anteriores.
La banda proporcionó música original y una interpretación de "The Simpsons Theme", así como un breve cameo, para el episodio de Los Simpson "The Saga of Carl", que se emitió el 19 de mayo de 2013.
La banda apareció en el episodio "El león y la rosa" de la serie de televisión de HBO Game of Thrones el 13 de abril de 2014.  También hicieron una versión de la canción "The Rains of Castamere", que originalmente fue grabada por The National para el episodio anterior "Blackwater".

### Acusaciones de abuso sexual contra Orri
En septiembre de 2018, el baterista de la banda Orri Páll Dýrason fue acusado de abuso sexual por la artista Meagan Boyd a través de Instagram. El 1 de octubre del mismo año, Orri Páll publicó un post en Facebook donde decía que decidió dejar la banda "a la luz de la escala que tomó el asunto". El mismo día, la banda reprodujo la declaración escrita por Orri, además de agregar otro post donde establecen que aceptan la renuncia de su compañero de banda al "revelarse acusaciones extremadamente serias contra él", por lo que le permitirían manejarlas en privado.
La víctima de este hecho declaró que en 2013 era bailarina en un club nocturno llamado "The Body Shop", donde conoció al músico. Esa noche dice haberse besado con él y luego haber dormido en la misma cama, hasta que despertó con la sensación de estar siendo penetrada sin su consentimiento, lo que ocurrió dos veces durante la noche. Además, señala que se preguntó por qué no se fue la primera vez, pero la mezcla entre su estado de ebriedad, el cansancio y el estado de shock en que permanecía se lo impidió. Las versiones de ambos fueron confrontadas en redes sociales a partir de correos electrónicos posteados por Meagan, en donde el baterista negó todas las acusaciones.

## Vonlenska
El vonlenska, utilizado en muchas de las canciones, no es un verdadero lenguaje, ya que carece de una estructura gramática consistente, significado en palabras, o siquiera diferentes palabras. En vez de ello, consiste en sílabas sin sentido, asemejándose al scat; en el sitio oficial del grupo la describe como "una forma de jerigonza que se ajusta a la música". El oyente debe interpretar su propio significado de las letras, y las puede escribir en las páginas blancas que trae el libreto del álbum.
El fin del uso de esta lengua, según el mismo grupo, es utilizar la voz como si fuera un instrumento más. Para el grupo, estos vocales logran generar más emociones que cualquier otro lenguaje.
La mayoría de las estructuras silábicas cantadas por Jón Þór Birgisson son repetidas muchas veces durante cada canción, y en el caso de ( ), en todo el álbum. Ya que el resto de las letras de Sigur Rós son cantadas en su idioma nativo (que la mayoría de su audiencia no habla) hace muy fácil que al escucharlas se tome el volenska como islandés, desconociendo que algunas letras no tienen una traducción literal directa, sino que solo es una forma de expresión.
El nombre proviene de von, 'esperanza' e íslenska, 'islandés', tomados de una canción en el disco debut de Sigur Rós Von donde se utilizó por primera vez y también es comúnmente conocido por su traducción al inglés del nombre, Hopelandic (de "hope", esto es "esperanza" en inglés).

### Canciones que incluyen Vonlenska
- En Von:
  - Von

- En Ágætis byrjun:
  - Olsen Olsen

- En ( ):
  - Todos los temas que incluyen voces son cantados exclusivamente en Vonlenska.

- En Takk...:
  - Hoppípolla (justo al final)
  - Sé lest (iniciando y con algunas líneas en islandés)
  - Sæglópur (con islandés al principio y al final)
  - Mílanó
  - Gong
  - Andvari
  - Svo Hljótt (al final)

- En Með suð í eyrum við spilum endalaust:
  - Festival (tema del final de la película 127 horas)
  - Við spilum endalaust (Coro con líneas en Vonlenska)
  - Ara batur (la segunda mitad de la canción)

- En Valtari:
  - Ég Anda
  - Ekki Múkk (principio y final)
  - Varúð (estribillo, el coro canta "Varúð")

- En Kveikur:
  - Hrafntinna (Coro con líneas en Vonlenska)

- En ÁTTA:
  - Blóðberg (a partir de la primera mitad de la canción)
  - Skel (principio y final)
  - Klettur
  - Mór
  - Andrà
  - Ylur
  - Fall
  - 8

## Miembros
Sigur Rós estaba compuesto originalmente por Jón Þór Birgisson («Jónsi», guitarra y voz), Georg Hólm («Goggi», bajo) y Ágúst Ævar Gunnarsson (batería). Posteriormente, en 1999 ingresó a la banda Kjartan Sveinsson («Kjarri», teclado) para la grabación de Ágætis byrjun tras la cual Ágúst Ævar Gunnarsson abandonó el grupo siendo reemplazado por Orri Páll Dýrason (batería). En 2018, a raíz de las acusaciones en su contra por presunto abuso sexual por una fan en Instagram, Orri dejó la banda mientras intenta aclarar ese asunto.

## Discografía
- Von (1997)
- Von Brigði (1998)
- Ágætis byrjun (1999)
- Agaetis Byrjun (2000)
- Sigur Rós & Hilmar Örn Hilmarsson: Angels Of The Universe (OST) (2001)
- ( ) (2002)
- Hlemmur (OST) (2003)
- Takk... (2005)
- Með suð í eyrum við spilum endalaust (2008)
- INNI (2011)
- Valtari (2012)
- Kveikur (2013)
- Odin's raven magic (2020)
- Átta (2023)